# Rosemarie Ackermann
Rosemarie Ackermann, nemška atletinja, skakalka v višino * 4. april 1952, Lohsa, Vzhodna Nemčija.
Olimpijska zmagovalka leta 1976 v skoku v višino. Prva na EP leta 1974. Večkrat je izboljšala svetovni rekord, leta 1977 je bila prva ženska, ki je dosegla 200 cm.